# House of Fun (1992)
För "originalsläppet" från 1982, se "House of Fun".
"House of Fun" är en sång av det brittiska ska/popbandet Madness, som släpptes som singel första gången 1982. 1992 gjorde Madness comeback efter att ha varit splittrat i sex år. I samband med detta återutgavs några av deras mest kända singlar, House of Fun var en av dem.
1982 nådde House of Fun första platsen på englandslistan, det var därför ett enkelt val att "nysläppa" den. Det gick dock något sämre den här gången: den låg på englandslistan i tre veckor och nådde som bäst en fyrtionde (40) plats.

## Låtlista
- 7"-singel

1. "House of Fun" (Michael Barson, Lee Thompson) - 2:49
2. "Don't Look Back" (Christopher Foreman) - 3:31

- 12"-singel

1. "House of Fun" (Barson, Thompson) - 2:49
2. "Un Paso Adelante!" (Cecil "Prince Buster" Bustamente Campbell) - 2:19
3. "Yesterday's Men" (Graham McPherson, Foreman) - 4:10
4. "Gabriel's Horn (demo)" (Chas Smash) - 3:45

- CD-singel

1. "House of Fun" (Barson, Thompson) - 2:49
2. "Un Paso Adelante!" (Prince Buster) - 2:19
3. "Yesterday's Men" (McPherson, Foreman) - 4:10
4. "Gabriel's Horn (demo)" (Smash) - 3:45